# Pan Motor Company
Pan Motor Company war ein US-amerikanischer Hersteller von Automobilen.

## Unternehmensgeschichte

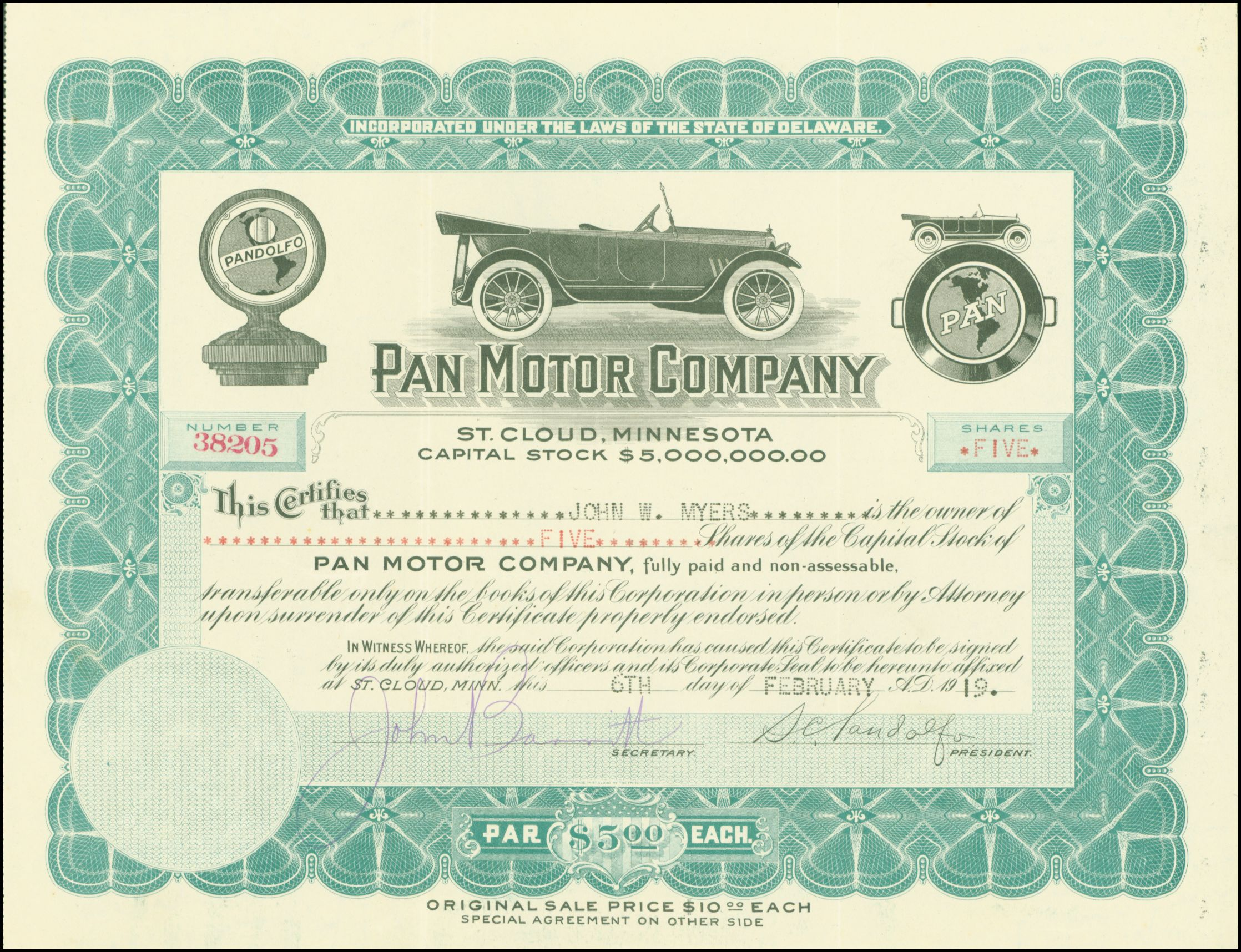
Aktie der Pan Motor Company vom 6. Februar 1919

Samuel Conner Pandolfo war ursprünglich Versicherungsagent und Lehrer im Südwesten der Vereinigten Staaten. Er wechselte nach Minnesota. Im Januar 1917 gründete er das Unternehmen in St. Cloud. Im März kaufte er viel Land und im Juni begann er mit dem Bau einer Fabrik. Die ersten sechs Fahrzeuge wurden für ihn bei der Wayne Motor Works in Indianapolis hergestellt. Am Unabhängigkeitstag der Vereinigten Staaten am 4. Juli veranstaltete er ein Grillfest auf dem Gelände und führte dabei eines dieser sechs Fahrzeuge vor. 70.000 Besucher kamen. Pandolfo hoffte auf diese Weise auf Investoren. Als Neupreis der Fahrzeuge war zunächst 1000 US-Dollar genannt und 1250 Dollar ab Sommer 1918. 1919 war die Fabrik fertig. Im gleichen Jahr kam es zu Problemen mit den Behörden. Denn bis dahin hatte Pandolfo nur Anteile verkauft, aber keine Fahrzeuge hergestellt. Er wurde zu zehn Jahren Haft verurteilt.
Im März 1919 begann die Produktion von Automobilen. Der Markenname lautete Pan. Nun entstanden pro Tag etwa zwei Fahrzeuge. 1921 endete die Produktion. Im Oktober 1922 begann die Insolvenz. Im August 1922 wurde alles versteigert.
Zwei Quellen geben übereinstimmend 737 hergestellte Fahrzeuge an.

## Fahrzeuge
Die ersten sechs (oder zehn) Fahrzeuge aus Indianapolis hatten Motoren von der Continental Motors Company.
Die Fahrzeuge ab März 1919 hatten einen selbst hergestellten Sechszylindermotor mit 4076 cm³ Hubraum. Er leistete 50 PS. Das Fahrgestell hatte 274 cm Radstand. Der Aufbau war ein offener Tourenwagen mit Platz für fünf Personen.